# エスコ・プラハ

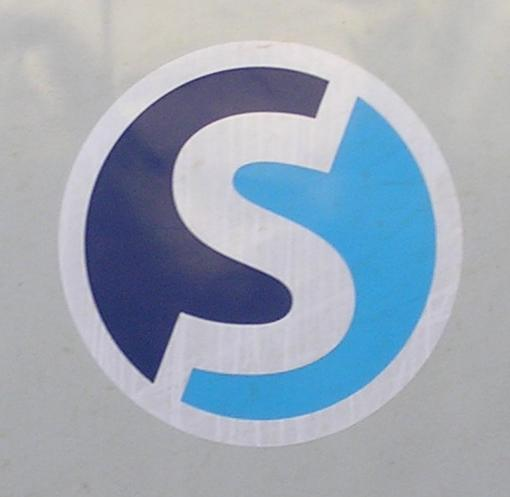
近郊鉄道システム「エスコ」のロゴ

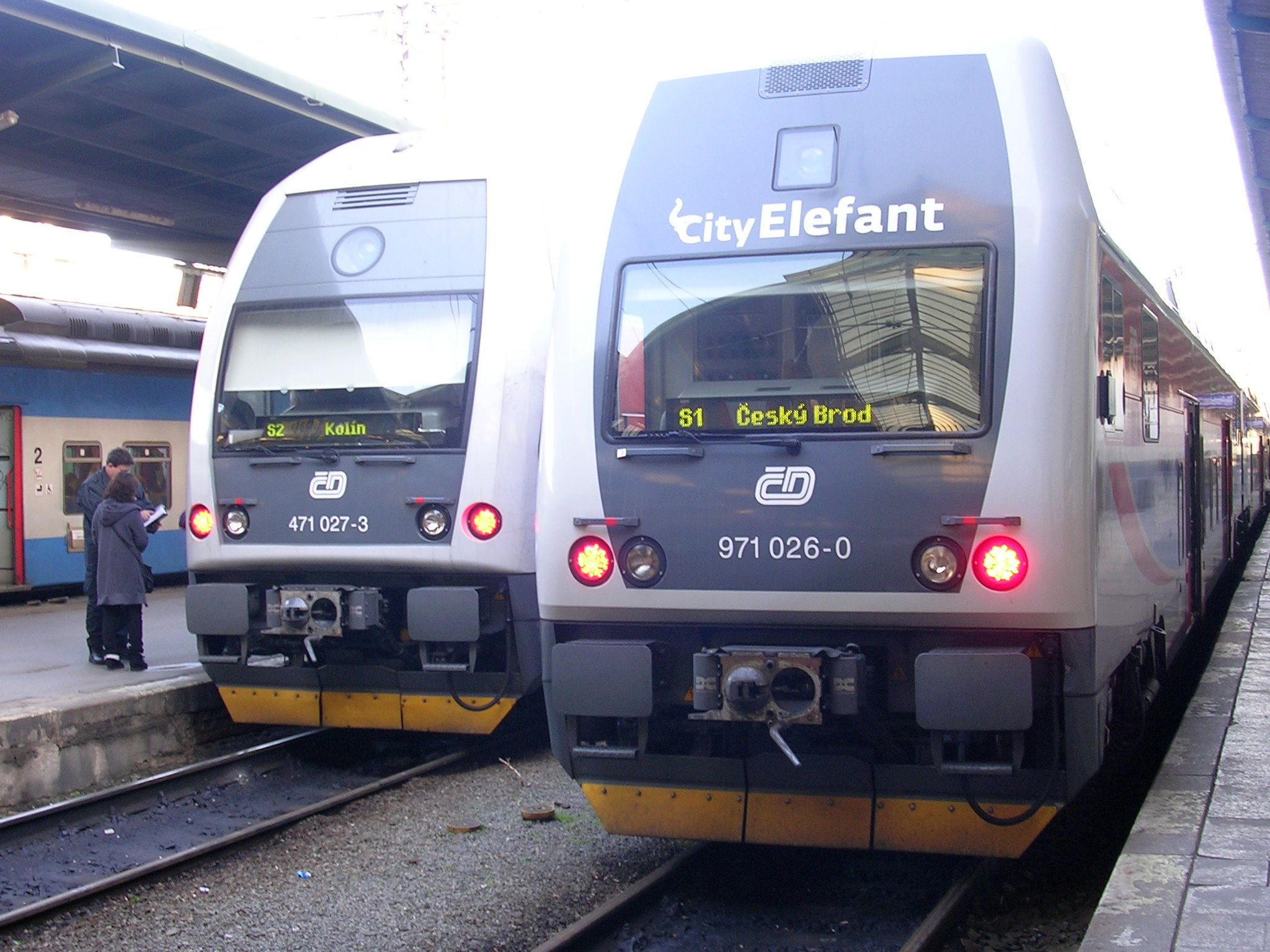
プラハ・マサリク駅にて、S1,S2系統のシティ・エレファント車両

プラハ都市近郊鉄道（エスコ）は、ローカルの鉄道交通で、チェコ鉄道の運営し、エスコマークがつけられているものである。プラハから放射状に延びる主要路線と、それらを縦方向に結ぶいくつかの路線の、普通列車と快速列車から構成される。このシステムの路線の大部分は、全部または一部がプラハ総合交通(PID)の運賃体系に含まれるが、いくつかの系統はPIDの境界の外に直通し、またPID内でも本数の少ない路線は2011年までエスコシステムより除外されていた。時刻表によると、エスコのS65系統はチェコ鉄道の列車を除外し、鉄道旅行者クラブ交通の夏季の観光用旧型列車となっている。当初よりエスコ系統は路線新設に対応し、プラハ新接続の完成によりプラハ都心を貫通する系統も誕生したため、複数の路線を直通する系統もある。

## 歴史

### 運賃統合
1992年10月1日以降、および1994年7月1日以降、MHD(都市公共交通)の切符が鉄道にも適用され、1995年5月からはプラハ市外、PID範囲外の鉄道交通にも適用され、1996年1月1日以降に4ゾーンが、2000年5月28日に5番目のゾーンが設定された。いくつかの路線では、駅と停留所に、MHDとPIDの短時間切符統合により導入された刻印機が徐々に設置されている。1999年5月30日に発表された最初の適用区間は171号線（ベロウン方面）と221号線（ベネショフ方面）の各一部で、2001年9月30日より011号線（コリーン方面）の一部に、2002年12月15日より070号線、231号線の一部、232号線に、2003年6月15日より093号線、120号線に、2003年12月14日より091号線に、2004年6月13日より171号線の残りの区間に、2004年12月12日より011号線の先の区間と060号線に、2005年11月28日より210号線に、2005年12月2日に231号線の先の区間に、2010年6月1日に122号線のプラハ本駅 - ホスチヴィツェ間に拡大した。上記各路線が、エスコシステムの最も本数の多い区間である。
当初は普通・快速列車のみがPIDに含まれていたが、徐々に一部の特急列車（二等車のみ）にも拡大した。
2008年の時刻表では、070号線特急（R3系統）のプラハ - フシェタティ間、120号線特急（R5系統）のプラハ - クラドノ間、091号線特急の一部（R4系統）のプラハ - クラルピ・ナド・ヴルタヴォウ間が完全にPIDに含まれていた。2011年12月11日以降は、既に091号線（R4系統）プラハ - クラルピ・ナド・ヴルタヴォウ間のすべての特急（リフリーク）が含まれる様になった。
2008年には、プラハ・ヴルショッヴィツェ - プラハ本駅間の011,070,231号線の一部特急がPIDに組み込まれた。2008年12月14日以降は、221号線を含む全ての特急（リフリーク）のプラハ・ヴルショヴィツェ - プラハ本駅間が組み込まれ、一方210号線はのセキュリティの観点から、ヴルショヴィツェ止まりとなった。2011年の時刻表では、070号線の特急のみその区間に含まれている。
将来は中部チェコ総合交通に統合する構想があるが、まだ実現していない。

### 等間隔運行の発展

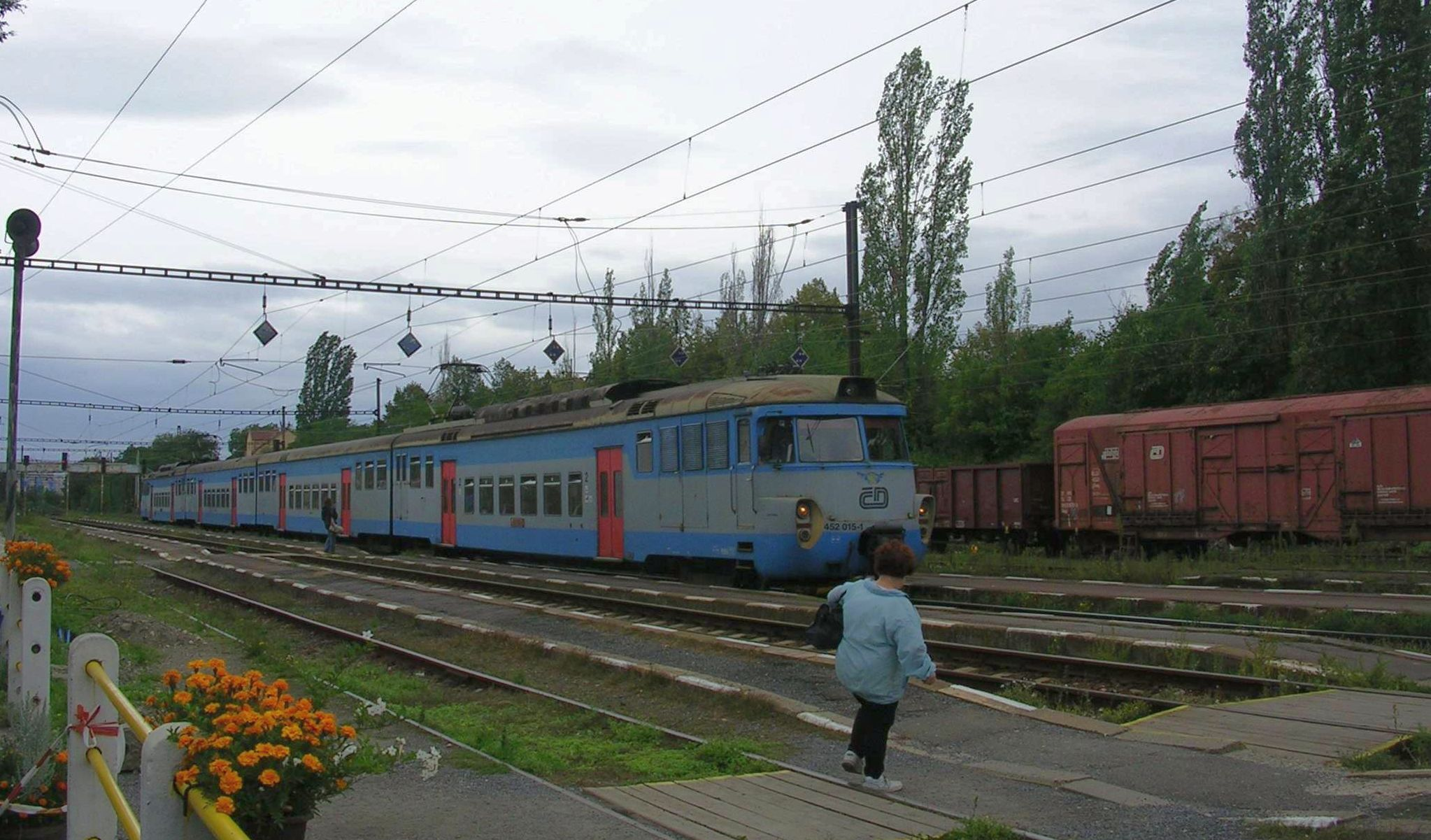
プラハ・ホスチヴァルジ駅のS9系統郊外電車 452/052

1990年代の初めより、徐々にプラハ地域の主要路線で、普通列車が等間隔運行する様になった。徐々に、他都市や郊外との間で運行が統合され、特にプラハ総合交通(PID)システムにおいて、新駅建設系統、系統新設、ドイツ語圏で一般的なSバーンレベルへの鉄道交通強化が計画された。2002年の洪水は大きな衝動となり、地下鉄など他の交通が水没した中で、鉄道がシームレスな交通だと再認識された。
2002年12月に、近郊鉄道交通のシステムについて「メトロポリトニー・リニエ（首都路線）」の名前が推進され、非公式ながらも一部の区間で近郊の鉄道系統のナンバリングシステムが使われ始め、その時から2回根本的に変更された。電子表示器つきの列車や他の情報機器に、Sの文字と区分番号の記された系統が表示される様になったが、実際の情報システムでの主な役割は元々の路線番号を表示するものであって、系統を重視するものではなかった。2007年12月には、協調され、ロゴ（白い文字と2つの青色背景の組合せ）と「エスコ」の名前が登場した。

## 系統

### 首都路線（メトロポリトニー・リニエ） (2002)

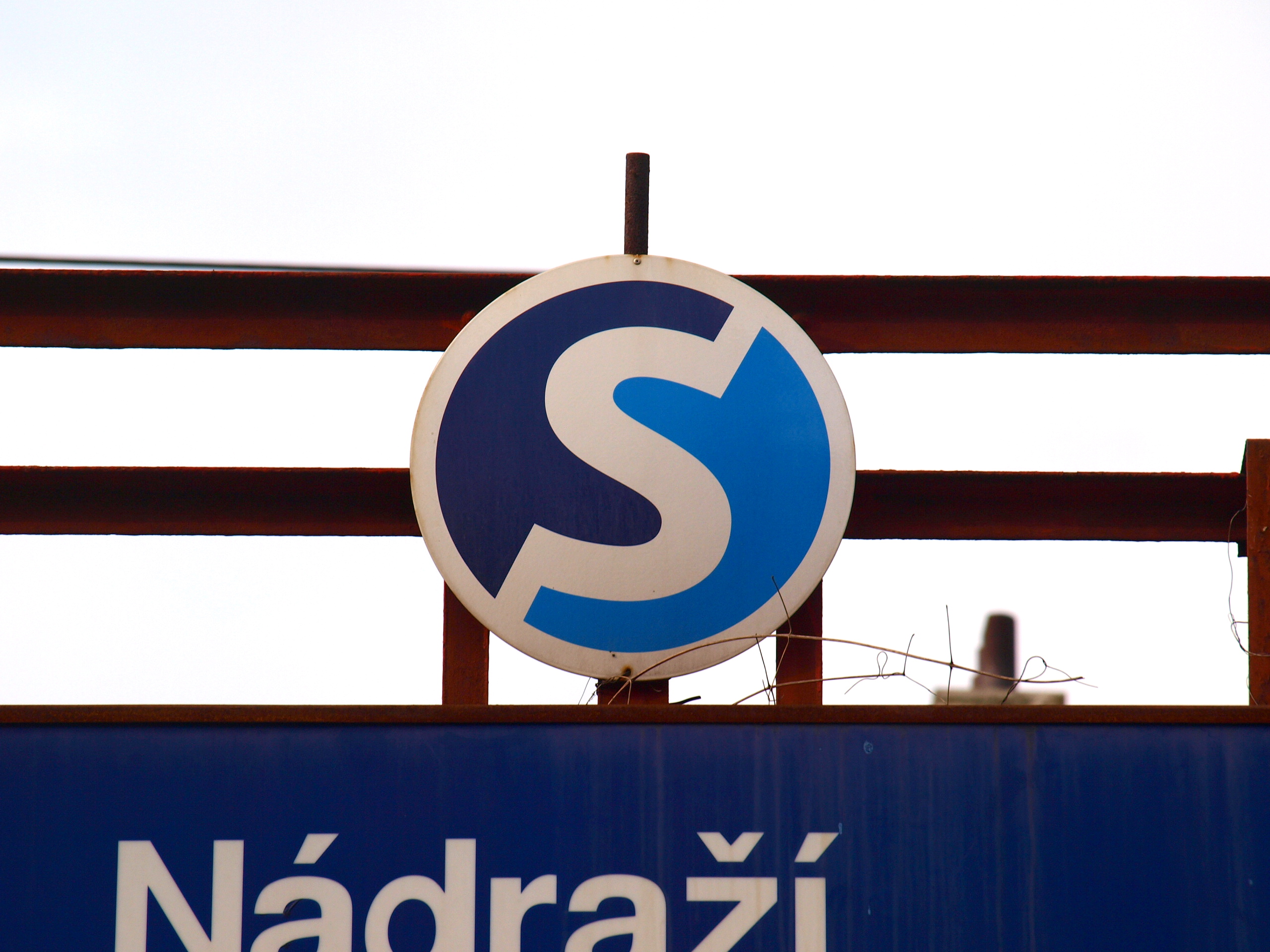
プラハ・ヴィソチャニ駅入口地下道のエスコマーク

2002年12月15日より、首都路線の情報キャンペーンにて、番号つき系統で運行される471系車両の電子表示器で使われ始め、番号システムの改正まで続いた。他の情報機器では対応せず、この静かで小さいキャンペーンでは、時刻表冊子、チェコ鉄道のウェブ、ROPIDのウェブでの公式案内は無かった。
- S1 (011号線): プラハ・マサリク – リベニ – キイェ – ドルニー・ポチェルニツェ – ビェホヴィツェ – クラーノヴィツェ – ウーヴァリ – トゥクラティ – ロストクラティ – チェスキー・ブロド – クルチョフ – ポルジーチャニ – タトツェ – ペチキ – ツェルヘニツェ - ヴェリム - ノヴァー・ヴェス・ウ・コリーナ – コリーン
- S2 (231、232号線): プラハ・マサリク – ヴィソチャニ – ホルニー・ポチェルニツェ – ゼレネチ – ムスチェチツェ – チェラーコヴィツェ – リサー・ナド・ラベム – ストラトフ – … – ニンブルク本駅 (プラハ新接続建設によりプラハ本駅発着になる)
- S3 (221号線): プラハ本駅 – ヴルショヴィツェ – ストラシニツェ – ホスチヴァルジ – ホルニー・ムニェホルピ – ウフルジーニェヴェス – コロヴラティ – ルジーチャニ – スヴェチツェ – ストランチツェ – ムニホヴィツェ – ミロショヴィツェ・ウ・プラヒ – セノフラビ – チティルジコリ – ピシェリ – チェルチャニ – … – ベネショフ・ウ・プラヒ
- S4 (120号線): プラハ・マサリク – ブブニ – デイヴィツェ – ヴェレスラヴィーン – ルズィニェ – ホスチヴィツェ – イェネチ – パヴロフ – ウンホシチ – クラドノ – クラドノ・ロズヂェロフ – カメンネー・ジェフロヴィツェ – … – ストホフ
- S5 (171号線): プラハ本駅 – スミーホフ – ヴェルカー・フフレ – ラドチーン – チェルノシツェ – チェルノシツェ・モクロプスィ – フシェノリ – ドブルジホヴィツェ – ルジェヴニツェ – ザドニー・トルジェバニ – カルルシテイン – スルブスコ – ベロウン – ベロウン・クラールーフ・ドヴール – ベロウン・ポポヴィツェ – … – ズヂツェ
- S6 (091号線): プラハ・マサリク – ホレショヴィツェ停留所 – ブベネチ – セドレツ – ロズトキ・ウ・プラヒ – ロズトキ・ジャロフ – ウーホリチキ – ルジェジ – リブチツェ・ナド・ヴルタヴォウ・レトキ – リブチツェ・ナド・ヴルタヴォウ – ドラニ – クラルピ・ナド・ヴルタヴォウ – ネラホゼヴェス・ザーメク – ネラホゼヴェス – ノヴェー・オウホリツェ – ムルチェフヴォスティ – ヴラニャニ – … – ロウドニツェ・ナド・ラベム

### 都市鉄道系統

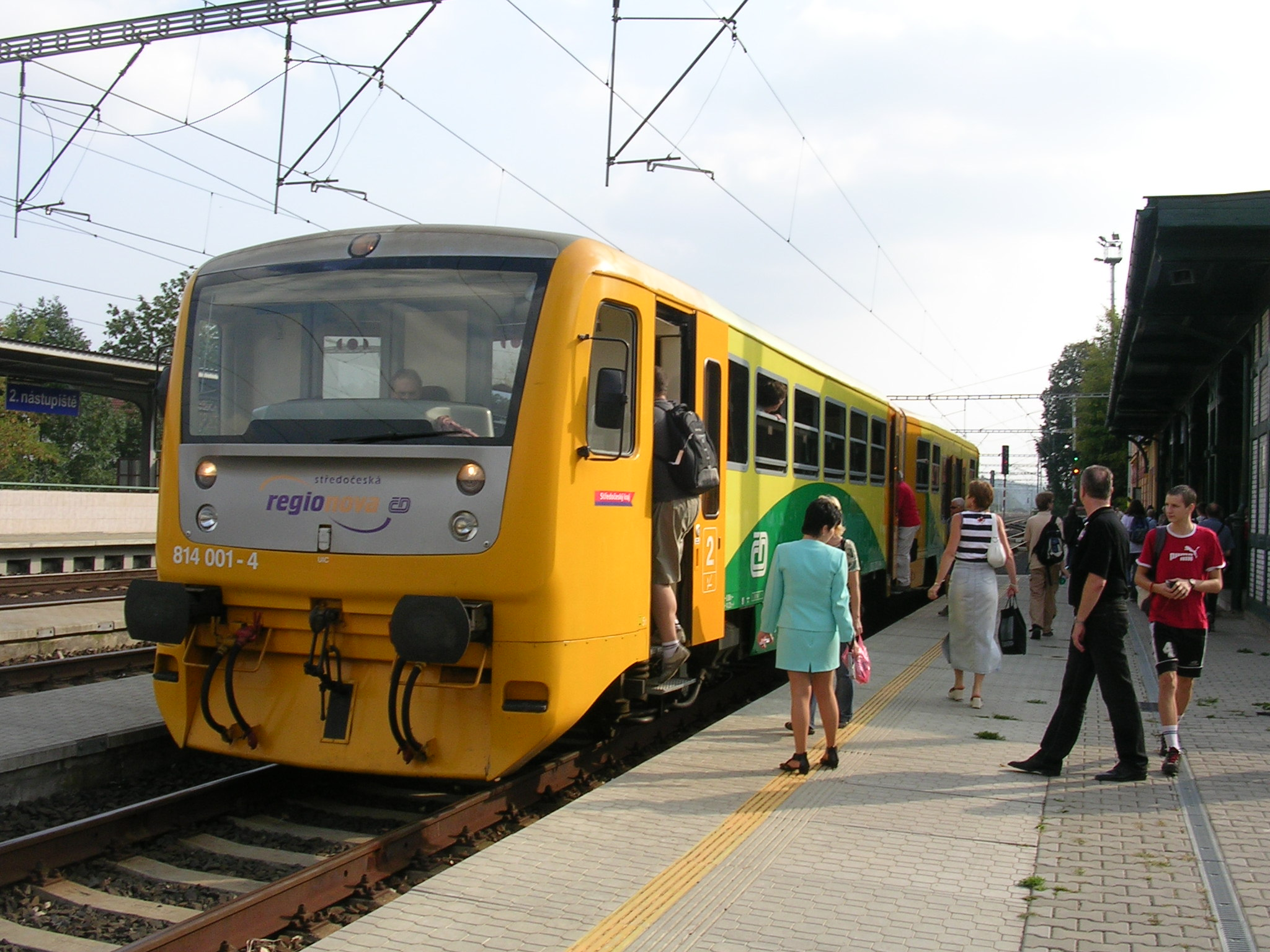
ロズトキ・ウ・プラヒのS41系統ローカル気動車

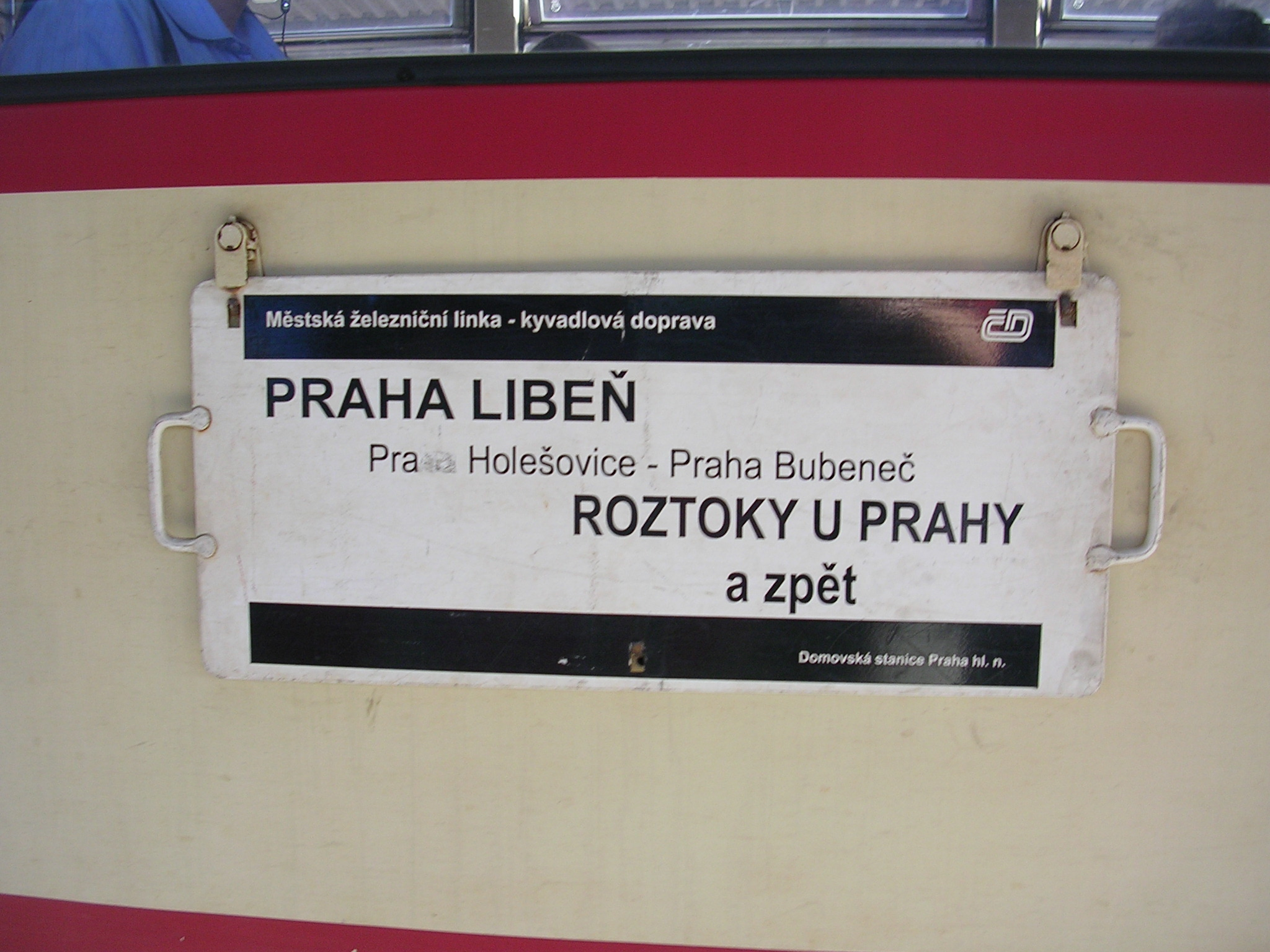
都市鉄道系統の車両表示

従来の鉄道区間・番号つき系統とは別に、2004年4月19日より、リベニ - ホレショヴィツェ - ブベネチ - セドレツ - ロズトキ・ウ・プラヒを結ぶ都市リンク（路線時刻表では、開設から2015年までMLマーク、2016年以降は091号線として表示）が新設された。2007年12月9日より、公式に系統番号S41が与えられた。451/452系車両での運行を開始し、すぐに810系気動車に置き換えられ、2007年よりレギオノヴァ車両(814/914)、2015年より平日は451/452系電車で、休日は809系気動車にて運行している。
導入期間中、終点リベニからホスチヴァルジ方面へ、さらに南部短絡線に沿ってスミーホフまで系統延伸し、ストラシニツェの地下鉄ホスチヴァルジ車庫付近と公園都市に新駅を建設し、もう一つの都市系統とする直近の延伸計画が話されていた。2006年、チェコ鉄道は、主に貨物輸送に使用されている路線の近代化と新駅建設による、3つの横糸方向の系統(S30, S31, S32系統)導入計画について発表した。しかし市は、大幅な効果が期待できない場合、投資しないことに決定した。
2006年9月18日月曜日、ヨーロッパ車両週間での宣伝イベントプラハ鉄道の日にて、将来の鉄道運行を見据えた様に、いくつかの都市系統が臨時にプラハ・ホスチヴァルジまで延長され、新型気動車レギオノヴァ(814/914)と近郊用車両シティエレファント(471/071/971)がサンプルとして配備された。

### 2006年以降の系統番号

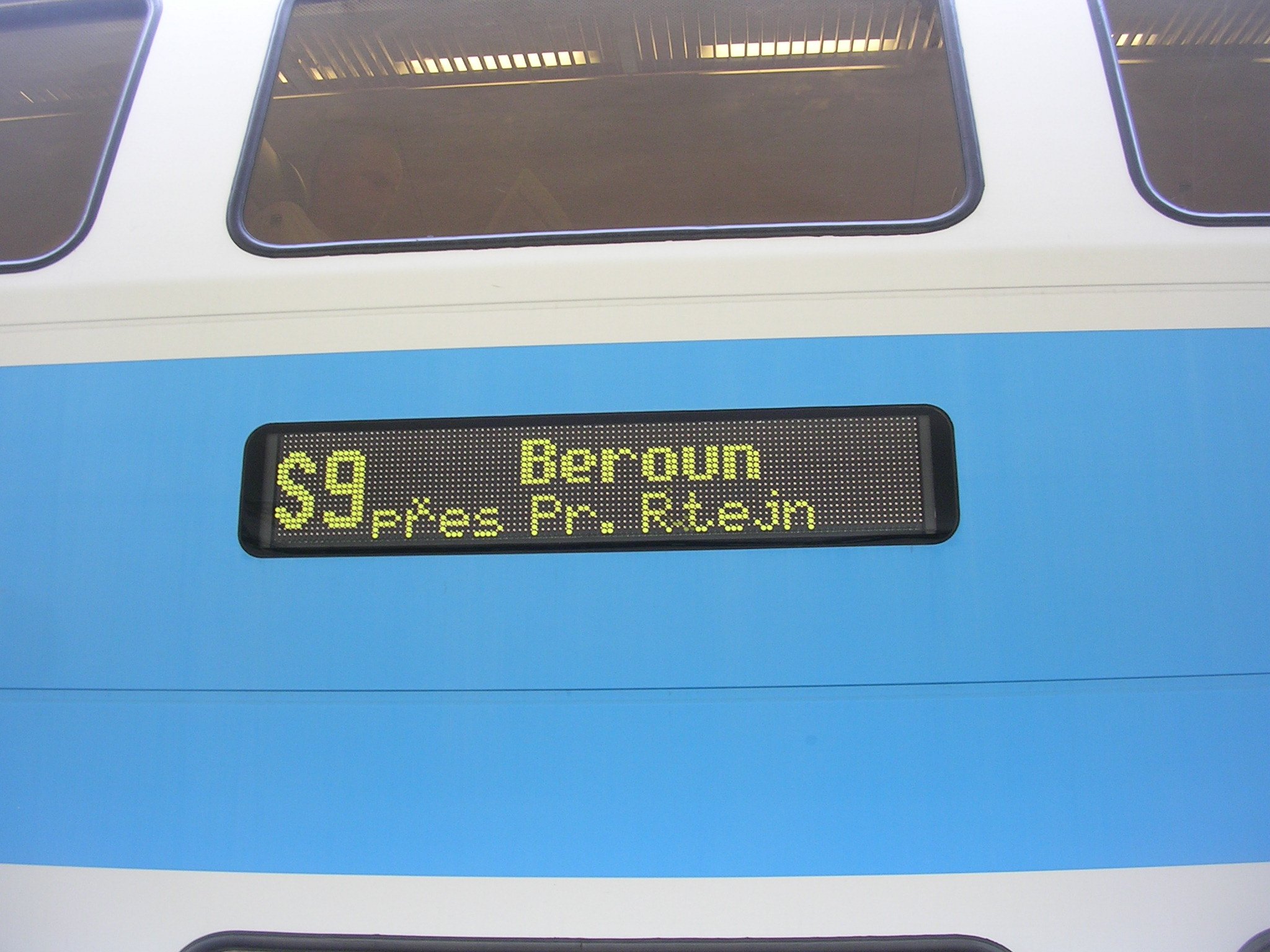
471系電車の側面情報パネル

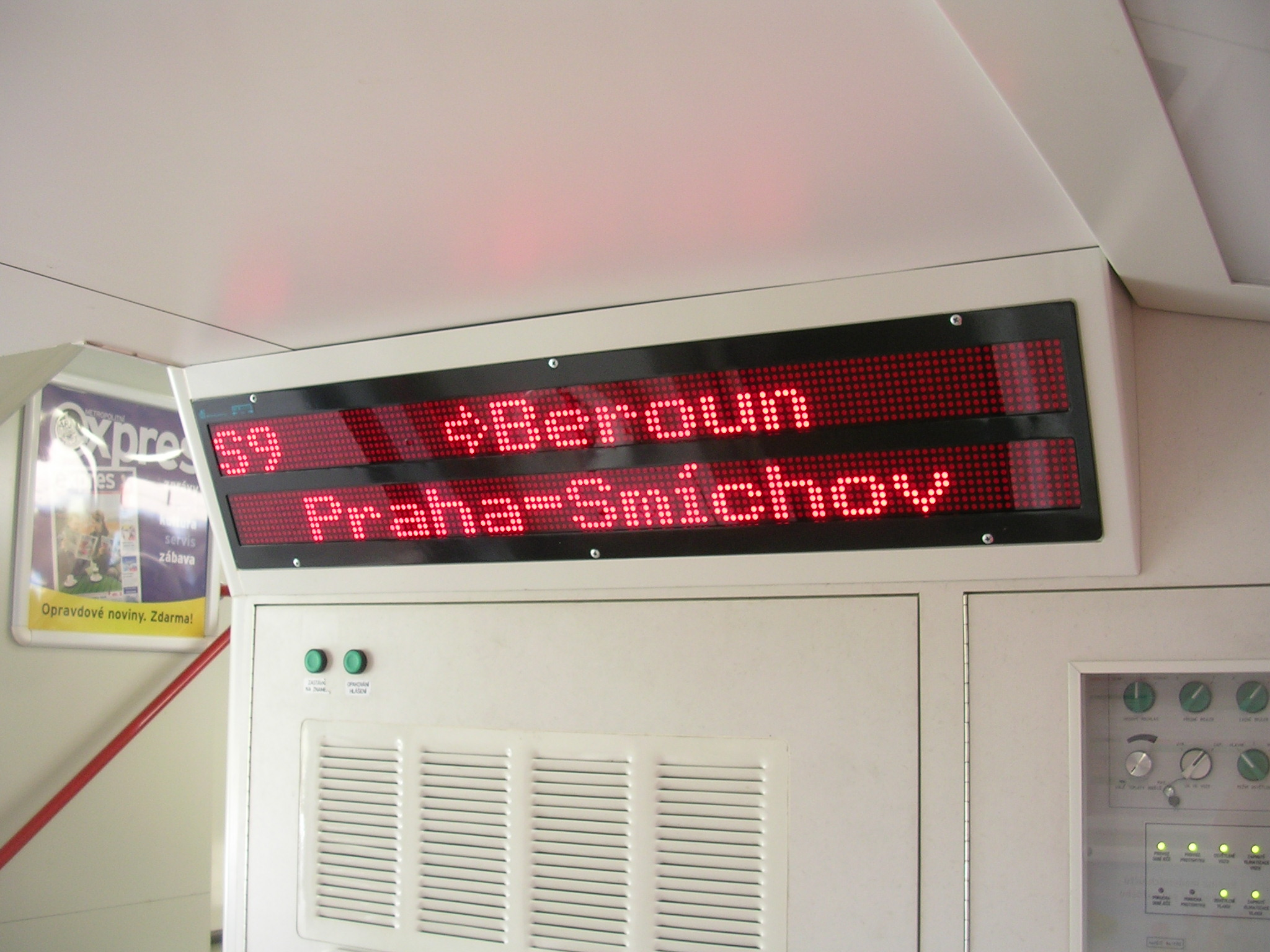
471系電車の車内情報パネル

2006年2月、チェコ鉄道は全てのウェブサイトにて将来の系統網構想を発表し、首都プラハと近郊の都市大量輸送による運行の調査に沿って、プラハ地下鉄計画株式会社を2002年に準備し、目に見える形でROPIDを2004年9月に発足させた。系統は「輸送の腕」と呼ばれる調査結果に記載された。シティエレファント車両が、2006年と2007年に、例えばS1（コリーン線）、S5（クラルピ線）、S9（ベロウン線）、S10（ベネショフ線）等の系統でこのシステムのために使用された。
- S1 プラハ・マサリク駅 – リベニ – ブロド – コリーン (日中30–60分間隔)
- S2 プラハ・マサリク駅 – ヴィソチャニ – ニンブルク本駅 – コリーン – クトナー・ホラ町 (日中30–60分間隔)
- S3 ムニェルニーク – フシェタティ – クベリ – ヴィソチャニ – プラハ本駅 – ヴルショヴィツェ – ブラニーク – ヴラネー – ドブルジーシ (日中60–120分間隔)
- S4 ムニェルニーク – フシェタティ – クベリ – ヴィソチャニ – プラハ本駅 – ヴルショヴィツェ – ブラニーク – ヴラネー – チェルチャニ (日中60–120分間隔) (チェコ鉄道の発表した計画では2006年9月にS3系統の支線として統合)
- S5 プラハ・マサリク駅 – ブブニ – ポドババ – ロズトキ – クラルピ (– ロウドニツェ・ナド・ラベム) (日中30–60分間隔)
- S6 プラハ・マサリク駅 – ブブニ – デイヴィツェ – クラドノ – クラドノ・オストロヴェツ (日中15–60分間隔)
- (S7 原計画では プラハ・マサリク駅 – ブブニ – デイヴィツェ – 空港 – クラドノ)
- S8 プラハ本駅 – スミーホフ – ルドナー – ベロウン (日中60–120分間隔)
- S9 (リベニ –) プラハ本駅 – スミーホフ – ルジェヴニツェ – ベロウン (日中30–60分間隔) (2006年9月にチェコ国鉄の発表した計画では、プラハ本駅が起点)
- S10 (ヴィソチャニ –) プラハ本駅 – ヴルショヴィツェ – ホスチヴァルジ – ルジーチャニ – ストランチツェ – ベネショフ (日中30–60分間隔) (2006年9月にチェコ国鉄の発表した計画では、プラハ本駅が起点)
- (S11 クルチ – プラハ本駅 – ヴィソチャニ – サタリツェ – ブランディース・ナド・ラベム) (存在しない計画書もある)
- S20 ルジェヴニツェ – スミーホフ – プラハ本駅 – リベニ – ブロド – ポルジーチャニ – ニンブルク本駅 (日中30–60分間隔)
- S21 ミロヴィツェ空港 – リサー・ナド・ラベム – ヴィソチャニ – プラハ本駅 – ヴルショヴィツェ – ホスチヴァルジ – ルジーチャニ – ストランチツェ (日中30–60分間隔)
- S22 プラハ・マサリク駅 – ブブニ – デイヴィツェ – 空港 (原計画ではホスチヴィツェ – ズリチーン – ズリチーン停留所) (日中15–30分間隔) (2006年9月のチェコ鉄道の記事には存在しない)
- S23 プラハ本駅 – スミーホフ – ルドナー – ルドナー・ホルジェリツェ (日中60–120分間隔) (2006年9月のチェコ鉄道の記事には存在しない)
- S30 スミーホフ – ヴルショヴィツェ – マレシツェ – ヤホドニツェ – ビェホヴィツェ (日中・夜間30分間隔) (2006年9月のチェコ鉄道の記事には存在しない)
- S31 ラドチーン – クルチ – スポルジロフ – マレシツェ – リベニ – ヴィソチャニ (日中・夜間30分間隔) (2006年9月のチェコ鉄道の記事には存在しない)
- S32 ホスチヴァルジ – マレシツェ – リベニ – ホレショヴィツェ – ポドババ – ロズトキ (日中・夜間30分間隔)
- (S33 原提案ではストランチツェ – ルジーチャニ - ホスチヴァルジ – マレシツェ – リベニ – ブブニ – ポドババ – ロズトキ)
- S40 ウーヴァリ – リベニ – プラハ本駅 – スミーホフ – ルジェヴニツェ (夜間30分間隔、S20の夜間版) (2006年9月のチェコ鉄道の記事には存在しない)
- S41 ホルニー・ポチェルニツェ – ヴィソチャニ – リベニ – マレシツェ – ホスチヴァルジ – ストランチツェ (夜間30分間隔、S21と似ているが本駅を経由しない) (2006年9月のチェコ鉄道の記事には存在しない)

### 2007年12月9日以降のエスコ

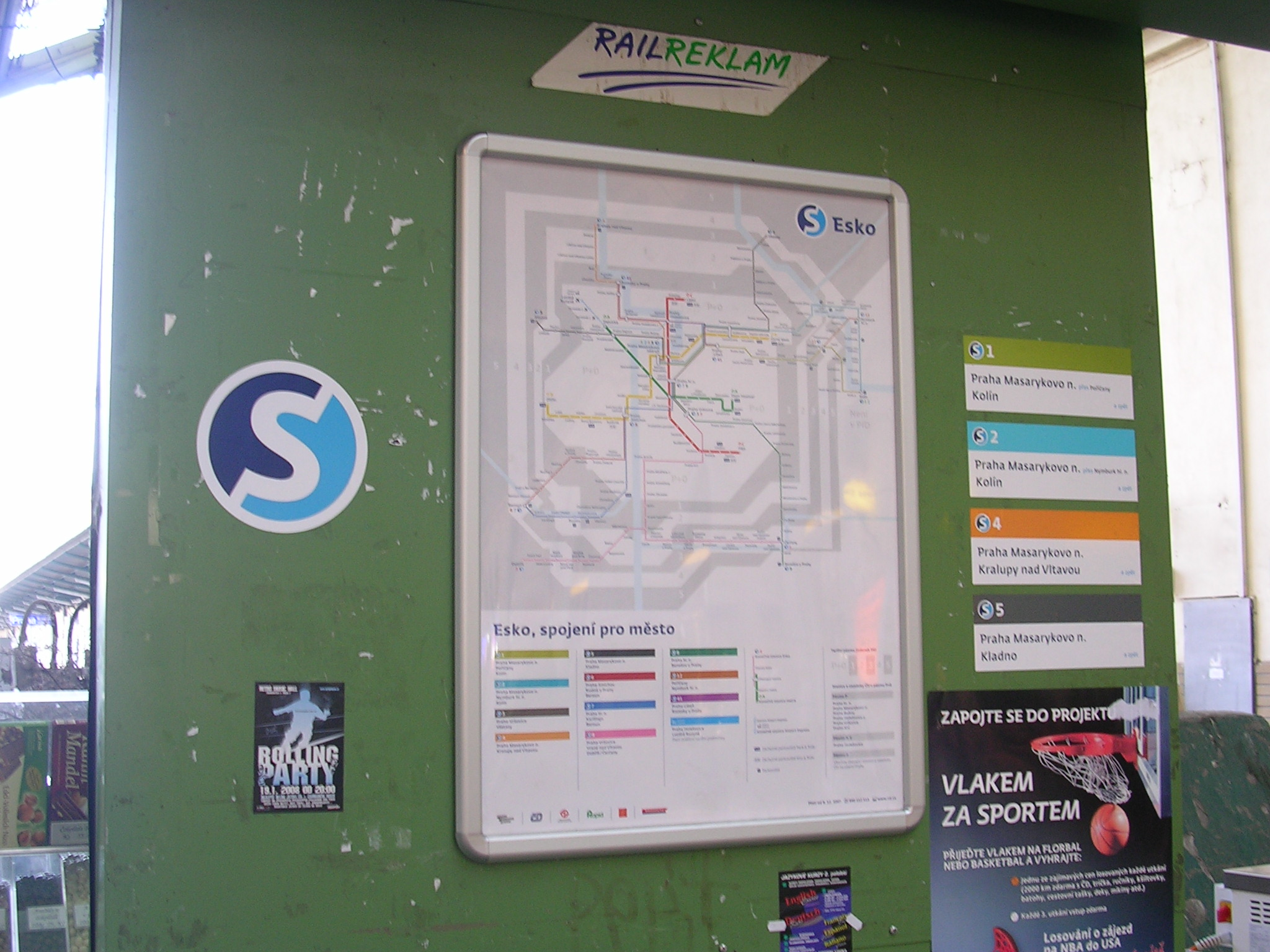
プラハ、マサリク駅におけるエスコシステムの情報掲示

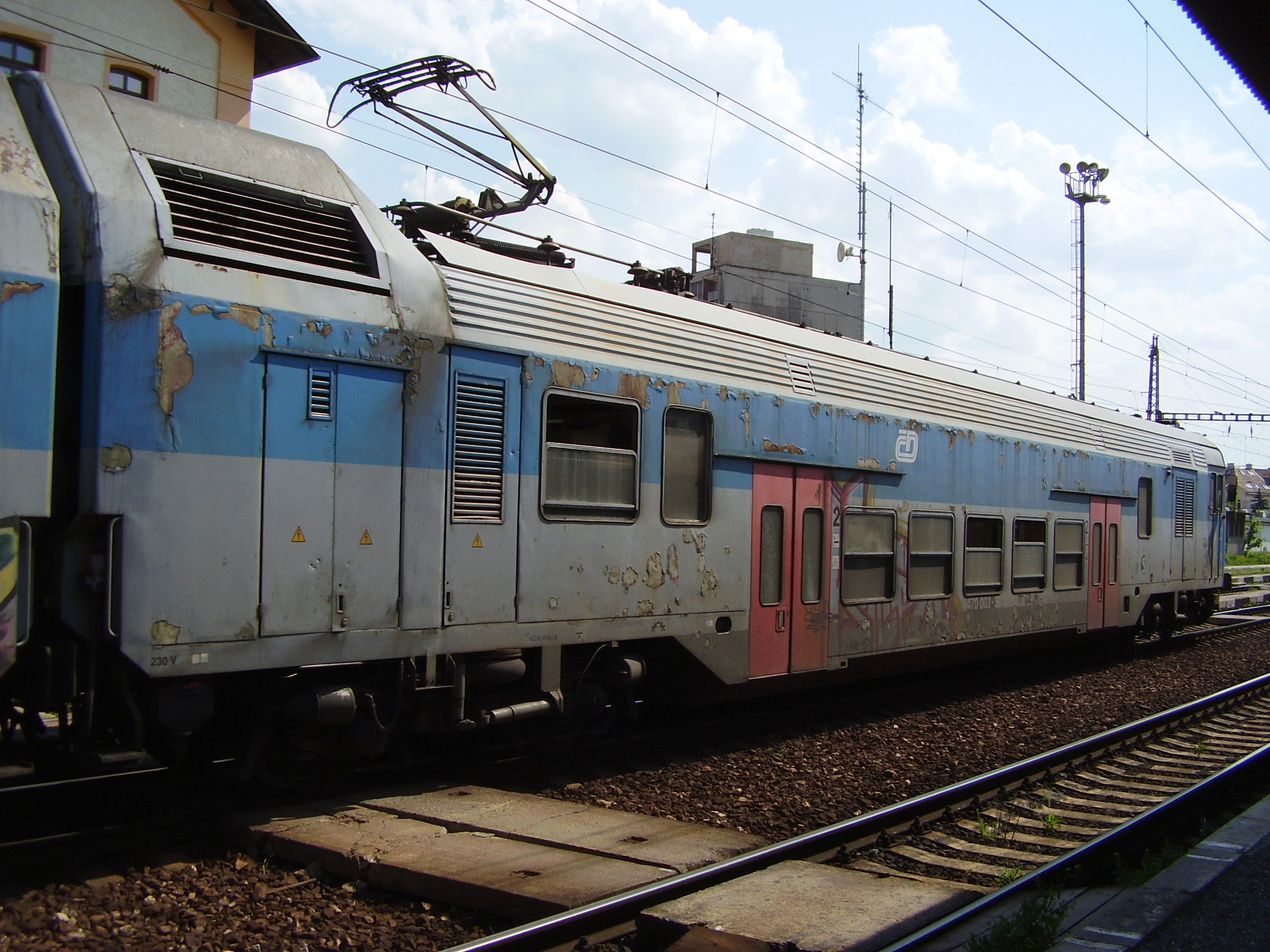
ラドチーンのS7系統列車

2007/08年のダイヤ改正（2007年12月9日以降）で、系統番号が最初に公式時刻表にも小さいながら記載された。エスコシステムのロゴと名前が登場したが、ロゴの使用は当初散発的なもので（例えば電車での表示など）、エスコの名前の使用はほとんどが公の目に触れにくい所であった。鉄道総合システムの範囲の外では、宣伝キャンペーンとしてウィーンで報道された。エスコに乗り換える客向けの案内放送（「リンクSの列車と他のチェコ鉄道便の乗換」）が後に、放送可能な路面電車・バスの停留所および地下鉄の駅にて行われた。バス内部のデジタルパネルでは、停留所名表示のそばに機関車のピクトグラムも表示されている。地下鉄の情報システムでは、徐々にSリンクの記号が鉄道駅出口方向のデザインに表示された。鉄道系統は、PIDの他の情報媒体でも、特に地図や系統図でも強調された。エスコのロゴ（Sの文字の図案化）と、系統が色塗られた掲示板が、鉄道駅・停留所の様々な場所に設置され、同時に駅とインターネット上にエスコ系統および他のPIDの鉄道ルートの停留所時刻表も掲示された。
従来の11系統は再採番された。基本的な腕（プラハから放射状に延びる路線）には一桁の数字を、反時計回りに与えられた。これらの腕に接続する路線には、接続する幹線の数字から始まる二桁の数字が付番された。
新接続路線の試運転中、プラハ本駅と線路のリニューアルが完成し、2008年12月14日よりS5,S6,S7系統の運行が強化され、新系統S29が新設され、ミロヴィツェへの路線がS22系統に統一され、S8系統がS8とS80に分離された。Rで始まる快速系統(R3,R4,R5)が導入され、S系統と同じ番号が付番された。
- S1 (011号線): プラハ・マサリク – リベニ – キイェ – ドルニー・ポチェルニツェ – ビェホヴィツェ – クラーノヴィツェ – ウーヴァリ – トゥクラティ – ロストクラティ – チェスキー・ブロド – クルチョフ – ポルジーチャニ – タトツェ – ペチキ – ツェルヘニツェ – ヴェリム – ノヴァー・ヴェス・ウ・コリーナ – コリーン停留所 – コリーン (ほとんどの列車はエスコシステムの外、パルドゥビツェまで運行される) (日中は30分間隔、2007年には30–60分間隔) プラハからペチキまではPID内、ペチキ – コリーン間はPID外。

- S12 (060号線): ポルジーチャニ – トルジェベストヴィツェ – サヅカー – ホルジャーテフ – ニンブルク町 – ニンブルク本駅 (日中30-60分間隔) ポルジーチャニ – サヅカー間はPID内、サヅカー – ニンブルク間はPID外。

- S2 (231号線): プラハ・マサリク – (2008年以降リベニ経由部分は休止) – ヴィソチャニ – ホルニー・ポチェルニツェ – ゼレネチ – ムスチェチツェ – チェラーコヴィツェ – チェラーコヴィツェ・イルジナ – リサー・ナド・ラベム – オストラー – ストラトフ – コストムラティ・ナド・ラベム – カメンネー・ズボジー – ニンブルク本駅 – ヴェルケー・ズボジー – ポヂェブラディ – リビツェ・ナド・チドリノウ – ヴェルキー・オセク – ヴェルトルビ – コリーン・ザーラビー – コリーン (日中30-60分間隔) プラハ – オストラー間はPID内, オストラー – ストラトフ間は部分的にPID内、ストラトフ – コリーン間ははPID外

- S20 (231号線 + 232号線) プラハ・マサリク - ヴィソチャニ - ホルニー・ポチェルニツェ - ゼレネチ - ムスチェチツェ - チェラーコヴィツェ - チェラーコヴィツェ・イルジナ - リサー・ナド・ラベム - ミロヴィツェ (2009年12月にエスコシステムの系統の個別系統として設定され、2010年12月より平日30-60分間隔の運行で、一部列車はムスチェチツェ停留所を通過) 全線がPID内

- S22 (232号線): リサー・ナド・ラベム – ミロヴィツェ (2008年12月にエスコシステムの個別系統として設定され、2010年12月以降S20系統に統合)

- S3 (070号線): プラハ本駅 – ヴィソチャニ – サタリツェ – クベリ – チャコヴィツェ – ホヴォルチョヴィツェ – ムニェシツェ・ウ・プラヒ – ズロニーン – コイェチツェ・ウ・プラヒ – ネラトヴィツェ – チシツェ – フシェタティ – ビシツェ – コヨヴィツェ – コシャートキ – クロパーチョヴァ・ヴルチツェ – ズヂェチーン・ウ・ホチェトヴァ – ホチェトフ – クルンスコ – ムラダー・ボレスラフ本駅 (日中60-120分間隔) 本駅 - チャコヴィツェ間はPID内、チャコヴィツェ - フシェタティ間は部分的にPID内、フシェタティ – ムラダー・ボレスラフ間はPID外。フシェタティ – ムラダー・ボレスラフ間は2011年12月以降に系統の一部として発表された。

- R3 (070号線): プラハ本駅 – ヴィソチャニ – (サタリツェ – クベリ) – チャコヴィツェ – ネラトヴィツェ – (チシツェ) – フシェタティ – ビシツェ – ムラダー・ボレスラフ本駅 (2008年12月に設定、120分間隔) (PIDの範囲はS3同様で、フシェタティ – ムラダー・ボレスラフ間は2011年12月以降系統の一部として発表された)

- S4 (091号線): プラハ・マサリク – ホレショヴィツェ停留所 – ブベネチ – セドレツ – ロズトキ・ウ・プラヒ – ロズトキ・ジャロフ – ウーホリチキ – ルジェジ – リブチツェ・ナド・ヴルタヴォウ・レトキ – リブチツェ・ナド・ヴルタヴォウ – ドラニ – クラルピ・ナド・ヴルタヴォウ (– ネラホゼヴェス・ザーメク – ネラホゼヴェス – ノヴェー・オウホリツェ – ムルチェフヴォスティ – ヴラニャニ) (日中30-60分間隔) プラハ - クラルピ間はPID内、クラルピ – ヴラニャニ間は部分的にPID内、ヴラニャニ – フニェヴィツェ間はPID外だが2011年12月以降系統の一部として発表された。フニェヴィツェ以遠はウースチー県レギオタクトのU4系統となる。

- R4 (091号線): プラハ・マサリク – クラルピ・ナド・ヴルタヴォウ (日中60-120分間隔)。2011年以降、プラハ本駅 – ホレショヴィツェ – クラルピ – フニェヴィツェ。PIDの範囲はS4同様。

- S41 (011号線+091号線, ML): リベニ – ホレショヴィツェ – ブベネチ – セドレツ – ロズトキ (日中はリベニ - ロズトキ間に平日30–60分間隔で運行。2010年12月より、休日にホスチヴァルジ – リベニ - ロズトキ間に60分間隔で運行されている) 全線がPID内。

- S5 (120号線, 093号線): プラハ・マサリク – ブブニ – デイヴィツェ – ヴェレスラヴィーン – ルズィニェ – ホスチヴィツェ – イェネチ – パヴロフ – ウンホシチ – クラドノ – クラドノ町 – クラドノ・オストロヴェツ – クラドノ・シヴェルモフ – クラドノ・ドゥビー (日中15–60分間隔)。プラハ - クラドノ・オストロヴェツ停留所間はPID内、残りのクラドノ・ドゥビーまでの区間は部分的にPID内。元々はクラドノ駅までのみと発表されていた。

- R5 (120号線, 093号線): プラハ・マサリク – デイヴィツェ – ホスチヴィツェ – クラドノ – クラドノ町 – クラドノ・オストロヴェツ – クラドノ・シヴェルモフ – クラドノ・ドゥビー (2008年12月に設定、日中60分間隔) PIDの範囲はS5系統同様。元々はクラドノ駅までのみと発表されていた。二番目の支線がクラドノ駅から120号線沿いにカチツェ – ストホフ – ノヴェー・ストラシェチー – ルジナー・ウ・ラコヴニーカ – ラコヴニークに延伸したが、PIDには含まれていない。

- S6 (173号線): スミーホフ – フルボチェピ – ホリニェ – ルジェポリイェ – ズブザニ – ルドナー・ウ・プラヒ – ヌチツェ – ヌチツェ停留所 – ロヂェニツェ – ヴラージ・ウ・ベロウナ – ベロウン・ザーヴォヂー – ベロウン (日中30–60分間隔、2008年12月以前は60–180分間隔) プラハからヌチツェ駅までがPID内、, 残りのベロウンまでの区間は部分的にPID内。

- S7 (171号線): プラハ本駅 – スミーホフ – (ヴェルカー・フフレ) – ラドチーン – チェルノシツェ – チェルノシツェ・モクロプスィ – フシェノリ – ドブルジホヴィツェ – ルジェヴニツェ – ザドニー・トルジェバニ – カルルシテイン – スルブスコ – ベロウン (日中10–30分間隔、2008年12月以前は15–60分間隔) 2010年12月以降、ピーク時の便はプラハを越えてS1系統と同じ路線でウーヴァリまで延伸される。全線がPID範囲内。

- S8 (210号線): (プラハ本駅) – ヴルショヴィツェ – クルチ – ブラニーク – モドルジャニ停留所 – コモルジャニ – ズブラスラフ – ヤロフ – ヴラネー・ナド・ヴルタヴォウ – スコホヴィツェ – ダヴレ – ペトロフ・フロメク – ペトロフ・ウ・プラヒ – ルカ・ポド・メドニーケム – イーロヴェー・ウ・プラヒ – カメンニー・プルジーヴォズ – プロセチニツェ – クルハニツェ – フラースト・ナド・サーザヴォウ – ティーネツ・ナド・サーザヴォウ – ペツェラディ – ポルジーチー・ナド・サーザヴォウ・スヴァーロフ – ポルジーチー・ナド・サーザヴォウ – チェルチャニ (日中60–120分間隔、2008年12月までは現在のS80系統とともに、S8系統に含まれていた) プラハからダヴレ駅までPID内、ダヴレ – チェルチャニ間は部分的にPID内

- S80 (210号線): プラハ本駅 – ヴルショヴィツェ – クルチ – ブラニーク – モドルジャニ停留所 – コモルジャニ – ズブラスラフ – ヤロフ – ヴラネー・ナド・ヴルタヴォウ – スコホヴィツェ – ムニェヘニツェ – クリーネツ – ボヨフ – ボヤノヴィツェ – チソヴィツェ – リマニェ – ムニーシェク・ポド・ブルディ – ノヴァー・ヴェス・ポド・プレシー – マラー・フラシチツェ – モクロヴラティ – スタラー・フチ – ドブルジーシ (2008年12月まではS8系統に支線として含まれていた。日中60-120分間隔) プラハからムニェヘニツェ駅までPID内、ムニェヘニツェ – ドブルジーシ間は部分的にPID内

- S9 (221号線): プラハ本駅 – ヴルショヴィツェ – ストラシニツェ停留所 – ホスチヴァルジ – ホルニー・ムニェホルピ – ウフルジーニェヴェス – コロヴラティ – ルジーチャニ – スヴェチツェ – ストランチツェ – ムニホヴィツェ – ミロショヴィツェ・ウ・プラヒ – セノフラビ – チティルジコリ – ピシェリ – チェルチャニ – ムラチ – ベネショフ・ウ・プラヒ (日中30–60分間隔) プラハからセノフラビ駅まではPID内、セノフラビ – チェルチャニ間は部分的にPID内、チェルチャニ – ベネショフ間はPID外。

- S29 (221号線): ヴィソチャニ – プラハ本駅 – ヴルショヴィツェ – ストラシニツェ停留所 – ホスチヴァルジ – ホルニー・ムニェホルピ – ウフルジーニェヴェス – コロヴラティ – ルジーチャニ – スヴェチツェ – ストランチツェ (2008年12月以降設定され、日中30分間隔で平日のみ運行。2010年12月以降、S9系統に統合された。)

2010年6月1日より、臨時に平日30分間隔で代替鉄道交通としてS65系統が122号線スミーホフ・ナ・クニージェチー - ズリチーン間に、プルゼニ通りの併用軌道工事の時間帯に設定され、同時に122号線がPIDに含まれる様になった。2010年10月1日より、S65系統は正式にホスチヴィツェまで延長となり、まずは60-120分間隔、2010年12月12日より60分間隔、平日のみの運行となった。
- S65 (122号線): プラハ・スミーホフ・ナ・クニージェチー – ジヴァホフ – イノニツェ – チブルカ – ストドゥールキ – ズリチーン – ホスチヴィツェ – ホスチヴィツェ・リトヴィツェ – ルドナー・ウ・プラヒ。全線がPID内。

2010年12月12日より、プラハ都心を終点としない対角線方面の系統が増加した。平日通勤時間帯にS7系統がベロウン - ウーヴァリ間に延伸され、プラハからウーヴァリまではS1系統と合わせて15分間隔に増加した。S41系統には休日の運行も設定され、60分間隔でリベニ駅からホスチヴァルジ駅まで延伸され、ルジーチャニ方面発着の列車と接続し、平日は気動車の代わりに旧型電車451系統の3両編成が配備され始めた。同時にS22系統がS20系統に、S29系統がS9系統に統合された。
2011年12月11日以降（あるいは以前から）、S3,R3系統がフシェタティからムラダー・ボレスラフまで、S4,S4系統がヴラニャニからフネヴィツェまで、S5,R5系統がクラドノ駅からクラドノ・ドゥビー駅まで（R5はラコヴニーク方面へも分岐）、S65系統がホスチヴツェからルドナーまで延伸し、エスコシステムの範囲が下記の通り拡大した。
- S11 (012号線): ペチキ – ラヂム – ホトゥチツェ – フロウストフ – ヴルブチャニ – プラニャニ – プラニャニ停留所 – ジャボノスィ – ザレシャニ – ボシツェ – コウルジム (部分的にPID内)
- S23 (074号線): チェラーコヴィツェ – チェラーコヴィツェ停留所 – ラーズニェ・トウシェニ – ブランディース・ナド・ラベム停留所 – ブランディース・ナド・ラベム・ザープスカー – ブランディース・ナド・ラベム – ポレラディ・ナド・ラベム – コステレツ・ナド・ラベム – イルジツェ – ロブコヴィツェ – ネラトヴィツェ町 – ネラトヴィツェ (全線が部分的にPID内)
- S32 (072号線): リサー・ナド・ラベム – リサー・ナド・ラベム・ドヴォルツェ – オトラドヴィツェ – スタラー・ボレスラフ – ドルジースィ – オヴチャーリ – フシェタティ – マリー・ウーイェズド – ムニェルニーク – ムニェルニーク・ムラジツェ – リビェホフ – シチェチー。以遠はウースチー県レギオタクトのU32系統として直通する。リサー・ナド・ラベム – フシェタティ間はPID内、フシェタティ – シチェチー間はPID外。
- S40 (110号線): クラルピ・ナド・ヴルタヴォウ – クラルピ・ナド・ヴルタヴォウ郊外 – ゼムニェヒ – オロヴニツェ – ネウムニェルジツェ – カメンニー・モスト・ウ・クラルプ・ナド・ヴルタヴォウ – ズヴォレニェヴェス – ポドレシーン – スラニー郊外 – スラニー (一部の便がウースチー県レギオタクトのU40系統としてペルツ(ロウニ)方面に直通する) クラルピ – ポドレシーン間はPID内、ポドレシーン – スラニー間はPID外 (ツィクロフラーチェク車両に関しては、部分的にPID 5運賃ゾーンとして計算する)。
- S43 (092号線): ネラトヴィツェ – フルミーン – ネトルジェバ – ウージツェ – フヴァチェルビ – クラルピ・ナド・ヴルタヴォウ (全線が部分的にPID内)
- S44 (111号線): クラルピ・ナド・ヴルタヴォウ – クラルピ・ナド・ヴルタヴォウ郊外 – オロヴニツェ停留所 – ヴェルカー・ブチナ – ヴェルヴァリ (全線がPID内)
- S45 (093号線): クラルピ・ナド・ヴルタヴォウ – クラルピ・ナド・ヴルタヴォウ・ミニツェ – オトヴォヴィツェ – ザーコラニ – ドルジェトヴィツェ – ブランディーセク – クラドノ・ヴラピツェ – クラドノ・ドゥビー – クラドノ・シヴェルモフ – クラドノ・オストロヴェツ – クラドノ町 – クラドノ (全線が部分的にPID内、ドゥビー – クラドノ間は完全にPID内)
- S50 (120号線): クラドノ – クラドノ・ロズヂェロフ – カメンネー・ジェフロヴィツェ – カチツェ – ストホフ – リンホレツ – ノヴェー・ストラシェチー – ルジェヴニチョフ – ルジナー・ウ・ラコヴニーカ – ラコヴニーク停留所 – ラコヴニーク (クラドノ – ロズヂェロフ間は部分的にPID内、残りの区間はPID外)
- S60 (170号線、200号線): ベロウン – クラールーフ・ドヴール – クラールーフ・ドヴール・ポポヴィツェ – ズヂツェ – リボミシュル – ロホヴィツェ – レイコヴィツェ – インツェ – ブラトコヴィツェ – プルジーブラム – ミリーン – オストロフ・ウ・トホヴィツ – トホヴィツェ – ブルジェズニツェ (ベロウン – クラールーフ・ドヴール・ポポヴィツェ間は部分的にPID内、残りの区間はPID外)
- S70 (170号線): ベロウン – クラールーフ・ドヴール – クラールーフ・ドヴール・ポポヴィツェ – ズヂツェ – スタショフ – プラスコレスィ – ホルジョヴィツェ、ほとんどの列車はプルゼニ本駅まで直通する。(ベロウン – クラールーフ・ドヴール・ポポヴィツェ間は部分的にPID内、残りの区間はPID外)
- S75 (174号線): ベロウン – ベロウン・ザーヴォヂー – ヒースコフ – ニジボル – ジロウコヴィツェ – ラチツェ・ナド・ベロウンコウ – ズベチノ – ウーイェズド・ナド・ズベチネム – ロズトキ・ウ・クルジヴォクラートゥ – クルジヴォクラート – ムニェステチコ・ウ・クルジヴォクラートゥ – プストヴェティ – ラショヴィツェ – フルム・ウ・ラコヴニーカ – ラコヴニーク (ベロウン – ザーヴォヂー間は部分的にPID内、残りの区間はPID外)
- S76 (172号線): ザドニー・トルジェバニ – ビェレチ – リテニ – スクフロフ・ポド・ブルディ – ネスヴァチリ – フシェラヂツェ – ヴィジナ – オソフ – ホストミツェ・ポド・ブルディ – ラドウシ – ネウムニェテリ – ロホヴィツェ (ザドニー・トルジェバニ – スクフロフ・ポド・ブルディ間は部分的にPID内、残りの区間はPID外)
- S88 (212号線): チェルチャニ – ルシチェニー – ズレニツェ – フヴェズドニツェ – ホツェラディ – ヴルコヴェツ – サメホフ – ストルジーブルナー・スカリツェ – プルジニ – サーザヴァ停留所 – サーザヴァ・チェルネー・ブディ (全線が部分的にPID内)

2012年12月以降有効なダイヤに、鉄道旅行者クラブ交通がプラハ・マサリク駅 - チャコヴィツェ間の便を2013年4月、別途アナウンスする日より運行開始として登録した。路線のPIDへの導入と補助金に同意したが、ROPIDの報道官が2011年11月に、交渉がまだ途中で2013年以降なら可能だと発言した。2013年6月3日に系統はS31(S34との記事もある)の記号が与えられ、洪水で市中心部の地下鉄が不通になった暫定ダイヤで、旧型気動車は配備せず、60分間隔で運行した。6月8日に休止が発表された。2013年10月1日から、試験的にPID内のS34系統と位置づけられ、乗車券は列車内のみの販売、810系気動車が配備された。試験運行にて、運営会社による経営が将来選択可能かの指標となる利用と経済の状況を評価した。2013年10月1日から2013年末までの安全運行のコストは400万コルナ（約2000万円）を越え、2014年については1400万コルナ（約7000万円）を越えた。2016年、この系統は810系気動車、先頭車が旧型PV Baafxという編成で運行した。
2012年9月の終わりに、アリヴァ列車有限責任会社が、2012年12月9日より、パルス・ノヴァが近代化したドイツ鉄道628系気動車(チェコでは845系)によるベネショフ - プラハ - クラルピ間、マレシツェ連絡線経由でリベニ駅とマサリク駅にも寄り、途中チェルチャニ・ルジーチャニ・ホスチヴァルジ・ブベネチ・ルジェジ・リブチツェに停車する運行を開始したいと発表した。2013年初めより4編成(必要に応じて連結)を配備し、1時間間隔で18往復の運行を希望していた。2012年11月9日金曜日に試験運行を行った。2012年12月初めに、2013年春に運行を開始すると発表した。しかし、4月半ばになっても、会社のWebに運行開始の情報は無かった。会社はここでおそらく、補助金なしでROPIDとプラハ総合交通の切符を認める点と、会社固有の運賃体系がチェコ鉄道と大きく違ってはいけない点で合意した上で実行する方向に傾いた。最初はプラハでのみ切符売り場があり、他の駅からの乗客は車内またはWeb上で清算する必要がある。E15系統に関するインタビューによると、2013年3月末よりプラハ総合交通への路線統合についての集中交渉があった。ヤロスラフ・リヒテルは、市のリベニ地区から、ルジーチャニやチェルチャニといったプラハの南東部への直通路線の利点を強調した。その系統はROPIDに適するが、ベネショフへの便がマサリク駅を経由するかどうか、まだ決定的な意見がなかった。2013年3月末に、リヒテルは運行開始の現実的な締め切りを2013年前半とした。2013年9月23日月曜日、会社は毎日8往復の便を概ね2時間間隔で、クラルピ - プラハ・マサリク駅間で運行開始し、1編成を配備した。この系統はまだPID外で、補助金無しで運行した。乗車券は列車内のみでの販売していた。基本運賃はチェコ鉄道の基本運賃と比べて大幅に安く、チェコ鉄道の25歳以下料金よりやや高かった。ROPIDの報道官フィリプ・ドラーパルによると、統合の最大の障害はプラハ市と中チェコ県の運賃認識への反対、特に中チェコ県が遺憾を示したことである。また、補助金を近日受け取り（補助金の配分は前年にEU刊行物に掲載）、入札をまだ続けていることは否定した。オープンカードの利用客がこの会社を利用すると、概ね1/3減額された。iHNed.czによると、取締役ヤロスラフ・リヒテルが運行開始について、「我々は運行開始まで入り込み、一方で郊外交通への参入も見せたい。ここでもっと大きな会社になることも。ただ、システムに統合する時と条件下で、市場に参入して顧客を喜ばせられる機会を使いたい。しかし補助金無しではできない。我々の長期目標では、コストを越える事業はしない。今の所は、魅力が無いまたは何らかの理由で明らかではなく、数か月以内に統合のチャンスが無いので、終了させる」とコメントした。

### 2016年12月11日以降のエスコ
2016年12月11日の全国ダイヤ改正の概要によると、残りの中チェコ県の路線がS系統のシステムに組み込まれた。さらに加えて、交通省の決定により、国および省の指令で系統番号の統合が行われた。プラハ・エスコの場合は系統R - R3, R4, R5およびR32の列車について行われた。これらの系統は新たに省による指示のみを使用した。追加の改正概要によると、再採番された系統もある。2016年12月11日以降のエスコ・プラハシステムは下記系統により構成される。
- S1 (011号線): プラハ・マサリク駅 – リベニ – キイェ – ドルニー・ポチェルニツェ – ビェホヴィツェ – ビェホヴィツェ中央 – クラーノヴィツェ – ウーヴァリ – トゥクラティ – ロストクラティ – ブロド – クルチョフ – ポルジーチャニ – タトツェ – ペチキ – ツェルヘニツェ – ヴェリム – ノヴァー・ヴェス・ウ・コリーナ – コリーン停留所 – コリーン
- S2 (231号線): プラハ・マサリク駅 – ヴィソチャニ – ホルニー・ポチェルニツェ – ゼレネチ – ムスチェチツェ – チェラーコヴィツェ – チェラーコヴィツェ・イルジナ – リサー・ナド・ラベム – オストラー – ストラトフ – コストムラティ・ナド・ラベム – カメンネー・ズボジー – ニンブルク本駅 – ヴェルケー・ズボジー – ポヂェブラディ – リビツェ・ナド・チドリノウ – ヴェルキー・オセク – ヴェルトルビ – コリーン・ザーラビー – コリーン
- S3 (070号線+072号線): プラハ本駅 – ヴィソチャニ – サタリツェ – クベリ – チャコヴィツェ – ホヴォルチョヴィツェ – ムニェシツェ・ウ・プラヒ – ズロニーン – コイェチツェ・ウ・プラヒ – ネラトヴィツェ – チシツェ – フシェタティ (– マリー・ウーイェズド – ムニェルニーク) – ビシツェ – コヨヴィツェ – コシャートキ – クロパーチョヴァ・ヴルチツェ – ズヂェチーン・ウ・ホチェトヴァ – ホチェトフ – クルンスコ – ムラダー・ボレスラフ本駅

- S4 (091号線): プラハ・マサリク駅 – ホレショヴィツェ停留所 – ポドババ – セドレツ – ロズトキ – ロズトキ・ジャロフ – ウーホリチキ – ルジェジ – リブチツェ・ナド・ヴルタヴォウ・レトキ – リブチツェ・ナド・ヴルタヴォウ – ドラニ – クラルピ・ナド・ヴルタヴォウ – ネラホゼヴェス・ザーメク – ネラホゼヴェス – ノヴェー・オウホリツェ – ムルチェフヴォスティ – ヴラニャニ – チートフ – ドルニー・ベルジコヴィツェ – ホルニー・ポチャープリ – フニェヴィツェ (ウースチー県レギオタクトシステムでは番号がS4からU4に変化) – ザールジー – ドブルジーン – ロウドニツェ・ナド・ラベム・ベズヂェコフ – ロウドニツェ・ナド・ラベム (以降、ウースチー・ナド・ラベム本駅まで)
- S5 (120号線+093号線): プラハ・マサリク駅 – ブブニ – デイヴィツェ – ヴェレスラヴィーン – ルズィニェ – ホスチヴィツェ – イェネチ – パヴロフ – ウンホシチ – クラドノ – クラドノ町 – クラドノ・オストロヴェツ
- S6 (173号線): プラハ・スミーホフ – フルボチェピ – ホリニェ – ルジェポリイェ – ズブザニ – イノチャニ – ルドナー停留所 – ルドナー・ウ・プラヒ – ヌチツェ – ヌチツェ停留所 – ロヂェニツェ – ヴラージ・ウ・ベロウナ – ベロウン・ザーヴォヂー – ベロウン
- S7 (011号線+171号線):  ブロド – ロストクラティ – トゥクラティ – ウーヴァリ – クラーノヴィツェ – ビェホヴィツェ中央 – ビェホヴィツェ – ドルニー・ポチェルニツェ – キイェ – リベニ – プラハ本駅 – スミーホフ – ヴェルカー・フフレ – ラドチーン – チェルノシツェ – チェルノシツェ・モクロプスィ – フシェノリ – ドブルジホヴィツェ – ルジェヴニツェ – ザドニー・トルジェバニ – カルルシテイン – スルブスコ – ベロウン
- S8 (210号線): プラハ本駅 – ヴルショヴィツェ – カチェロフ – クルチ – ブラニーク – モドルジャニ停留所 – コモルジャニ – ズブラスラフ – ドルニー・ブルジェジャニ・ヤロフ – ヴラネー・ナド・ヴルタヴォウ – スコホヴィツェ – ダヴレ – ペトロフ・フロメク – ペトロフ・ウ・プラヒ – ルカ・ポド・メドニーケム – イーロヴェー・ウ・プラヒ – カメンニー・プルジーヴォズ – プロセチニツェ – クルハニツェ – フラースト・ナド・サーザヴォウ – ティーネツ・ナド・サーザヴォウ – ペツェラディ – ポルジーチー・ナド・サーザヴォウ・スヴァーロフ – ポルジーチー・ナド・サーザヴォウ – チェルチャニ
- S9 (231号線+221号線): リサー・ナド・ラベム – チェラーコヴィツェ・イルジナ – チェラーコヴィツェ – ゼレネチ – ホルニー・ポチェルニツェ – ヴィソチャニ – プラハ本駅 – ヴルショヴィツェ – ストラシニツェ停留所 – ホスチヴァルジ – ホルニー・ムニェホルピ – ウフルジーニェヴェス – コロヴラティ – ルジーチャニ – スヴェチツェ – ストランチツェ – ムニホヴィツェ – ミロショヴィツェ・ウ・プラヒ – セノフラビ – チティルジコリ – ピシェリ – チェルチャニ – ムラチ – ベネショフ・ウ・プラヒ
- S10 (010号線): コリーン – コリーン・ヂールニ – スタリー・コリーン – ザーボルジー・ナド・ラベム – ティーネツ・ナド・ラベム
- S11 (012号線): ペチキ – ラヂム – ホトゥチツェ – フロウストフ – ヴルブチャニ – プラニャニ – プラニャニ停留所 – ジャボノスィ – ザレシャニ – ボシツェ – コウルジム
- S12 (060号線): ポルジーチャニ – トルジェベストヴィツェ – サヅカー – ホルジャーテフ – ニンブルク町 – ニンブルク本駅
- S15 (231号線+020号線): コリーン – コリーン・ザーラビー – ヴェルトルビ – ヴェルキー・オセク – サーニ – ドブシツェ・ナド・チドリノウ – ホチョヴィツェ – プルジェヴィーショフ – フルメツ・ナド・チドリノウ
- S18 (212号線+014号線): サーザヴァ・チェルネー・ブディ – サモプシェ – レデチコ – ラタイェ・ナド・サーザヴォウ – ラタイェ・ナド・サーザヴォウ郊外 – ミロショヴィツェ・ウ・ラタイ・ナド・サーザヴォウ – ミトロフ – ウフリールジスケー・ヤノヴィツェ – フメリシチェ – ハチェ – ドラホブヂツェ – ベチヴァーリ – プチェリ – ホトウホフ – コルジェニツェ – ラトボルジ – チェルヴェネー・ペチキ – フルボキー・ドゥール – コリーン地方駅 – コリーン
- S20 (230号線): コリーン – フリーゾフ – クトナー・ホラ本駅 – チールクヴィツェ – トルジェベシツェ – チャースラフ – ホルキ・ウ・チャースラヴィ – ブラトチツェ – ゴルチューフ・イェニーコフ – ゴルチューフ・イェニーコフ町 – ヴルカネチ – ノヴァー・ヴェス・ウ・レシチニ – レシチナ・ウ・スヴェトレー – サーザフカ – スヴェトラー・ナド・サーザヴォウ・ヨセフォドル – スヴェトラー・ナド・サーザヴォウ
- S21 (061号線): ニンブルク本駅 – ヴェレリビ – イーケフ – オスコルジーネク – クルジネツ – レデチキ – ロジヂャロヴィツェ – ムリーネツ – コピドルノ
- S22 旧S20 (231号線+232号線): プラハ・マサリク駅 - ヴィソチャニ - ホルニー・ポチェルニツェ - ゼレネチ - ムスチェチツェ - チェラーコヴィツェ - チェラーコヴィツェ・イルジナ - リサー・ナド・ラベム - ミロヴィツェ
- S23 (074号線): チェラーコヴィツェ – チェラーコヴィツェ停留所 – ラーズニェ・トウシェニ – ブランディース・ナド・ラベム停留所 – ブランディース・ナド・ラベム・ザープスカー – ブランディース・ナド・ラベム – ポレラディ・ナド・ラベム – コステレツ・ナド・ラベム – イルジツェ – ロブコヴィツェ – ネラトヴィツェ町 – ネラトヴィツェ
- S25 (061号線+062号線): ニンブルク本駅 – ヴェレリビ – イーケフ – オスコルジーネク – クルジネツ – スヴィードニツェ – ディモクリ – チニェヴェス – ムニェステツ・クラーロヴェー
- S26 (062号線): ムニェステツ・クラーロヴェー – ビェルニツェ – スリボヴィツェ – ロヴチツェ村 – フルメツ・ナド・チドリノウ
- S27 (236号線): チャースラフ – ヴルディ・コウデロフ – スコヴィツェ – ジレビ – ジレビ停留所 – ロノフ・ナド・ドウブラヴォウ – ロノフ・ナド・ドウブラヴォウ停留所 – ジレブスケー・フヴァロヴィツェ – ザーヴラテツ – トルジェモシニツェ
- S28 (235号線): クトナー・ホラ本駅 – クトナー・ホラ・セドレツ – クトナー・ホラ町 – クトナー・ホラ郊外 – ポリチャニ – マレショフ – ビカーニ – ティーニシチェ – クラソニョヴィツェ – バフノ – プルジェドボルジツェ – チェルニーニ – シチポクラスィ – ズブラスラヴィツェ – ホドコフ – ホドコフ停留所 – ジェリヴェツ – ズルチ・ナド・サーザヴォウ
- S30 (064号線+070号線): ムラダー・ボレスラフ町 – ムラダー・ボレスラフ本駅 – ムラダー・ボレスラフ・デブルジ – バコフ・ナド・イゼロウ – バコフ・ナド・イゼロウ町 – ムニホヴォ・フラヂシチェ – ブルジェジナ・ナド・イゼロウ – ロウコフ・ウ・ムニホヴァ・フラヂシチェ – プルジーショヴィツェ – トゥルノフ
- S31 (064号線+071号線): ムラダー・ボレスラフ町 – ムラダー・ボレスラフ本駅 – ネプルジェヴァーズカ – ドブロヴィツェ – ヴォヂェラディ – ルシチェニツェ – チャホヴィツェ – フシェヤニ – ヴェレリビ – ニンブルク本駅
- S32 (072号線): リサー・ナド・ラベム – リサー・ナド・ラベム・ドヴォルツェ – オトラドヴィツェ – スタラー・ボレスラフ – ドルジースィ – オヴチャーリ – フシェタティ – マリー・ウーイェズド – ムニェルニーク – ムニェルニーク・ムラジツェ – リビェホフ – シチェチー (以降はウースチー県レギオタクトのU32系統としてウースチー・ナド・ラベム西駅まで)
- S33 (076号線+064号線): ムニェルニーク – ヴェルキー・ボレク – ムニェルニツカー・ヴルチツェ – フレヂセベ – ルホトカ・ウ・ムニェルニーカ停留所 – ルホトカ・ウ・ムニェルニーカ – ネブジェリ – ジヴォニーン – カニナ – ムシェノ – スクラモウシ – ヴラートノ – トルノヴァー – スドムニェルジ・ウ・ムラデー・ボレスラヴィ – スカルスコ – カトゥシツェ – リーニ – ブコヴノ – ムラダー・ボレスラフ本駅 – ムラダー・ボレスラフ町 – ルジェポフ – コロムティ – ブルジェズノ・ウ・ムラデー・ボレスラヴィ – ドロウハー・ルホタ – ベホフ – ロハツコ – ドルニー・ボウソフ – ソボトカ
- S34 (070号線): プラハ・マサリク駅 – ヴィソチャニ – サタリツェ – クベリ – チャコヴィツェ
- S35 (063号線): バコフ・ナド・イゼロウ – バコフ・ナド・イゼロウ町 – ブダ – クニェジモスト – リートコヴィツェ – オブルブツェ – ドルニー・ボウソフ
- S40 (110号線): クラルピ・ナド・ヴルタヴォウ – クラルピ・ナド・ヴルタヴォウ郊外 – ゼムニェヒ – オロヴニツェ – ネウムニェルジツェ – カメンニー・モスト・ウ・クラルプ・ナド・ヴルタヴォウ – ズヴォレニェヴェス – ポドレシーン – スラニー郊外 – スラニー – クラーロヴィツェ・ウ・ズロニツ – ズロニツェ – パーレチェク – クロブキ・ヴ・チェハーフ – ヴルビチャニ – テルツェ (以降はウースチー県レギオタクトのU40系統としてロウニ駅まで)
- S41 (011号線+091号線): ホスチヴァルジ – リベニ – ホレショヴィツェ – ポドババ – セドレツ – ロズトキ
- S42 (091号線+094号線): クラルピ・ナド・ヴルタヴォウ – ネラホゼヴェス・ザーメク – ネラホゼヴェス – ノヴェー・オウホリツェ – ムルチェフヴォスティ – ヴラニャニ - ルジェツ・ナド・ヴルタヴォウ
- S43 (092号線): ネラトヴィツェ – フルミーン – ネトルジェバ – ウージツェ – フヴァチェルビ – クラルピ・ナド・ヴルタヴォウ
- S44 (111号線): クラルピ・ナド・ヴルタヴォウ – クラルピ・ナド・ヴルタヴォウ郊外 – オロヴニツェ停留所 – ヴェルカー・ブチナ – ヴェルヴァリ
- S45 (093号線): クラルピ・ナド・ヴルタヴォウ – クラルピ・ナド・ヴルタヴォウ・ミニツェ – オトヴォヴィツェ – ザーコラニ – ドルジェトヴィツェ – ブランディーセク – クラドノ・ヴラピツェ – クラドノ・ドゥビー – クラドノ・シヴェルモフ – クラドノ・オストロヴェツ – クラドノ町 – クラドノ
- S46 (095号線): ズロニツェ – ズロニツェ停留所 – トマーニ – クメチニェヴェス – チェルヌツ – ロウツカー – ストラシコフ
- S50 (120号線): クラドノ – クラドノ・ロズヂェロフ – カメンネー・ジェフロヴィツェ – カチツェ – ストホフ – リンホレツ – ノヴェー・ストラシェチー – ルジェヴニチョフ – ルジナー・ウ・ラコヴニーカ – ラコヴニーク停留所 – ラコヴニーク
- S51 (120号線+124号線): ラコヴニーク – ラコヴニーク停留所 – ルジナー・ウ・ラコヴニーカ – クルパー – ムチェヨヴィツェ停留所 – ミロスチーン – デシトニツェ (以降はウースチー県レギオタクトのU14系統としてイルコフ駅まで)
- S52 (126号線): ラコヴニーク – フラーシチャニ – ホルジェセドリ – スヴォイェチーン – ヤノフ・ウ・ラコヴニーカ – コウノフ – ムチェヨヴィツェ – ドモウシツェ (以降はウースチー県レギオタクトのU12系統としてオセク町駅まで)
- S53 (162号線): ラコヴニーク – ルブナー – プルジーチナ – ザヴィドフ – フシェスロフ – チスター – ストラホヴィツェ – コジラニ – クラロヴィツェ・ウ・ラコヴニーカ
- S54 (120号線+121号線): プラハ・マサリク駅 –  ブブニ – デイヴィツェ – ヴェレスラヴィーン – ルズィニェ – ホスチヴィツェ – イェネチ停留所 – ホストウニ・ウ・プラヒ – ドブロヴィーズ – ストルジェドクルキ
- S57 (161号線): ラコヴニーク – ラコヴニーク西 – セノマティ – シャノフ – プショヴルキ – シヴィホフ・ウ・イェセニツェ – オラーチョフ – コソボディ – イェセニツェ – クルティ – ブラトノ・ウ・イェセニツェ
- S60 (170号線+200号線): ベロウン – クラールーフ・ドヴール – クラールーフ・ドヴール・ポポヴィツェ – ズヂツェ – リボミシュル – ロホヴィツェ – レイコヴィツェ – インツェ – ブラトコヴィツェ – プルジーブラム – ミリーン – オストロフ・ウ・トホヴィツ – トホヴィツェ – ブルジェズニツェ – ドブラー・ヴォダ・ウ・ブルジェズニツェ – ミスリーン – ミロヴィツェ
- S65 (122号線): プラハ本駅 – スミーホフ北ホーム – ジヴァホフ – イノニツェ – チブルカ – ストドゥールキ – ズリチーン – ホスチヴィツェ・サドヴァー – ホスチヴィツェ – ホスチヴィツェ・ウ・フルジビトヴァ – ホスチヴィツェ・リトヴィツェ – ヒーニェ – ヒーニェ南 – ルドナー・ウ・プラヒ
- S66 (203号線): ブルジェズニツェ – フドチツェ – スラヴェチーン・ウ・ブルジェズニツェ – ビェルチツェ – ザーヴィシーン – ベズヂェドヴィツェ – ブラトナー
- S67 (204号線): ブルジェズニツェ – ザドニー・ポルジーチー – オスリー – スクフロフ・ポド・トルジェムシーネム – ロジミタール・ポド・トルジェムシーネム
- S70 (170号線): ベロウン – クラールーフ・ドヴール – クラールーフ・ドヴール・ポポヴィツェ – ズヂツェ – スタショフ – プラスコレスィ – ホルジョヴィツェ – ツェルホヴィツェ – カルジェズ – カルジーゼク
- S75 (174号線): ベロウン – ベロウン・ザーヴォヂー – ヒースコフ – ニジボル – ジロウコヴィツェ – ラチツェ・ナド・ベロウンコウ – ズベチノ – ウーイェズド・ナド・ズベチネム – ロズトキ・ウ・クルジヴォクラートゥ – クルジヴォクラート – ムニェステチコ・ウ・クルジヴォクラートゥ – プストヴェティ – ラショヴィツェ – フルム・ウ・ラコヴニーカ – ラコヴニーク
- S76 (172号線): ザドニー・トルジェバニ – ビェレチ – リテニ – スクフロフ・ポド・ブルディ – ネスヴァチリ – フシェラヂツェ – ヴィジナ – オソフ – ホストミツェ・ポド・ブルディ – ラドウシ – ネウムニェテリ – ロホヴィツェ
- S80 旧S88 (212号線): チェルチャニ – ルシチェニー – ズレニツェ – フヴェズドニツェ – ホツェラディ – ヴルコヴェツ – サメホフ – ストルジーブルナー・スカリツェ – プルジニ – サーザヴァ停留所 – サーザヴァ・チェルネー・ブディ – サモプシェ – レデチコ – ラタイェ・ナド・サーザヴォウ – ラタイェ・ナド・サーザヴォウ 停留所 – ラタイェ・ナド・サーザヴォウ・イヴァニ – マロヴィディ – チェスキー・シテルンベルク – チェスキー・シテルンベルク停留所 – ソビェシーン – ヴラニツェ – カーツォフ – カーツォフ停留所 – ストルジェホフ・ナド・サーザヴォウ – チージョフ – ハベルジツェ – ズルチ・ナド・サーザヴォウ停留所 – ズルチ・ナド・サーザヴォウ – ホルカ・ナド・サーザヴォウ – ラジシチェ – ヴラスチェヨヴィツェ – ブドチツェ – フルジェノヴィツェ – フルジェノヴィツェ・ポドフラヂー – レデチ・ナド・サーザヴォウ
- S88 旧S80 (210号線): プラハ本駅 – ヴルショヴィツェ – カチェロフ – クルチ – ブラニーク – モドルジャニ停留所 – コモルジャニ – ズブラスラフ – ドルニー・ブルジェジャニ・ヤロフ – ヴラネー・ナド・ヴルタヴォウ – スコホヴィツェ – ムニェヘニツェ – クリーネツ – ボヨフ – ボヤノヴィツェ – チソヴィツェ – リマニェ – ムニーシェク・ポド・ブルディ – ノヴァー・ヴェス・ポド・プレシー – マラー・フラシチツェ – モクロヴラティ – スタラー・フチ – ドブルジーシ
- S90 (220号線): ベネショフ・ウ・プラヒ – ビストルジツェ・ウ・ベネショヴァ – トミツェ – オルブラモヴィツェ – ヴォチツェ – ヘルジマニチキ – イェシェチツェ – チェルヴェニー・ウーイェズド・ウ・ヴォチツ – ストルジェジミールジ – メズノ – スドムニェルジツェ・ウ・ターボラ – ホトヴィニ – ターボル
- S98 (223号線): オルブラモヴィツェ – ヴルホトヴィ・ヤノヴィツェ – ヴォラチツェ – ミナルチツェ – シチェトコヴィツェ – コソヴァ・ホラ – セドルチャニ
- S99 (222号線): ベネショフ・ウ・プラヒ – ミスリーチ – ストルハルジョフ – ドブルジーチコフ – ポストゥピツェ – ムニェステチコ・ウ・ベネショヴァ – ルホタ・ヴェセルカ – ドマシーン – ズノシム – ヴラシム – ヴラシム停留所 – ボリナ – ズヂスラヴィツェ – トルホヴィー・シチェパーノフ
- R20 旧R4 (090号線+091号線): プラハ本駅 – ホレショヴィツェ – ポドババ – クラルピ・ナド・ヴルタヴォウ – フニェヴィツェ – ロウドニツェ・ナド・ラベム
- R21 旧R3 (070号線): ヴルショヴィツェ – プラハ本駅 – ヴィソチャニ – チャコヴィツェ – ネラトヴィツェ – フシェタティ – ムラダー・ボレスラフ本駅 – バコフ・ナド・イゼロウ – バコフ・ナド・イゼロウ町 – ムニホヴォ・フラヂシチェ – トゥルノフ
- R23 旧R32 (072号線+231号線): シチェチー – ムニェルニーク – フシェタティ – スタラー・ボレスラフ – リサー・ナド・ラベム – ニンブルク本駅 – ポヂェブラディ – ヴェルキー・オセク – コリーン
- R24 旧R5 (120号線): プラハ・マサリク駅 – デイヴィツェ – ヴェレスラヴィーン – ホスチヴィツェ – クラドノ – カチツェ – ストホフ – ノヴェー・ストラシェチー – ルジナー・ウ・ラコヴニーカ – ラコヴニーク
- R43 旧R3 (070号線+072号線): ヴルショヴィツェ – プラハ本駅 – ヴィソチャニ – チャコヴィツェ – ネラトヴィツェ – フシェタティ – ムニェルニーク
- R44 旧R4 (090号線+091号線): プラハ・マサリク駅 – ポドババ – クラルピ・ナド・ヴルタヴォウ
- R45 旧R5 (120号線+093号線): プラハ・マサリク駅 – デイヴィツェ – ヴェレスラヴィーン – ホスチヴィツェ – クラドノ – クラドノ町 – クラドノ・オストロヴェツ
- U21 (096号線): ロウドニツェ・ナド・ラベム – ロウドニツェ・ナド・ラベム・ベズヂェコフ – ロウドニツェ・ナド・ラベム町 – ロウドニツェ・ナド・ラベム・フラホルスキ – クレネチ – ヴラジコフ – ストラシコフ – ブルジーザ村 (ウースチー県レギオタクトの系統、U21の系統番号をPIDでも使用)
- U22 (095号線+096号線): ヴラニャニ – ホルニー・ベルジコヴィツェ – コストムラティ・ポド・ルジーペム – ツチニェヴェス – ムネチェシ – ストラシコフ – ブルジーザ村 (ウースチー県レギオタクトの系統、U22の記号をPIDでも使用)
- L4 (080号線): バコフ・ナド・イゼロウ – マラー・ビェラー – ビェラー・ポド・ベズヂェゼム停留所 – ビェラー・ポド・ベズヂェゼム – ビェラー・ポド・ベズヂェゼム町 – ベズヂェズ – オクナ – ドクスィ (以降はL4系統としてイェドロヴァー駅まで、リベレツ県総合交通システムの系統が中チェコ県に乗り入れ)